# San Bartolomé de Béjar
San Bartolomé de Béjar é um município da Espanha na província de Ávila, comunidade autónoma de Castela e Leão, de área 16,49 km² com população de 49 habitantes (2007) e densidade populacional de 3,45 hab/km².

## Demografia
| Variação demográfica do município entre 1991 e 2004 | Variação demográfica do município entre 1991 e 2004 | Variação demográfica do município entre 1991 e 2004 | Variação demográfica do município entre 1991 e 2004 |
| --------------------------------------------------- | --------------------------------------------------- | --------------------------------------------------- | --------------------------------------------------- |
| 1991                                                | 1996                                                | 2001                                                | 2004                                                |
| 110                                                 | 88                                                  | 69                                                  | 57                                                  |